# لی سئونگ-وون
لی سئونگ-وون (انگلیسی: Lee Seung-won؛ زادهٔ ۶ مارس ۲۰۰۳) بازیکن فوتبال اهل کره جنوبی است که در حال حاضر برای گیمچئون سانگمو در پست هافبک بازی می‌کند.
از باشگاه‌هایی که در آن بازی کرده است می‌توان به گانگوون اشاره کرد.
وی همچنین در تیم‌های ملی فوتبال زیر ۲۰ سال، زیر ۲۳ سال و کره جنوبی بازی کرده است.

## دوران باشگاهی
لی برای چندین تیم در یونگین در استان گیونگ‌گی کره جنوبی بازی کرد قبل از اینکه عملکردش در مسابقات ملی دبیرستان ۲۰۲۱ که جایزه بهترین بازیکن را کسب کرد توجه چندین باشگاه حرفه‌ای را به خود جلب کند. با این حال، پس از شکستن انگشت پا در جریان یک مسابقه، مجبور شد گزینه‌هایش را دوباره بررسی کند و نهایتاً در سال ۲۰۲۲ در دانشگاه دانکوک ثبت نام کرد.
پس از بازی در دانشگاه دانکوک در یو-لیگ، چندین دیده‌بان از باشگاه لیگ کی ۱ گانگوون به تماشای لی آمدند همچنین رئیس باشگاه لی یونگ-پیو. در پایان فصل اول دانشگاهی‌اش، باشگاه گانگوون اعلام کرد که لی را برای فصل ۲۰۲۳ به خدمت گرفته است. او در نیم‌فصل اول اولین فصل حرفه‌ای‌اش در سه بازی لیگ کی ۴ برای تیم ذخیره بازی کرد. پس از نمایش خوب در جام جهانی فوتبال زیر ۲۰ سال ۲۰۲۳، توانست برای تیم اصلی بازی کند.

## دوران ملی
لی اولین بار در سال ۲۰۲۲ برای تیم ملی فوتبال زیر ۱۹ سال کره جنوبی بازی کرد که در یک تورنمنت دوستانه در لیسبون پرتغال کاپیتان تیم بود. در ژانویه ۲۰۲۳ برای اردوی تمرینی تیم زیر ۲۰ سال در مورسییا اسپانیا فراخوانده شد. ماه بعد، مربی کیم اون-جونگ او را برای جام ملت‌های فوتبال زیر ۲۰ سال آسیا ۲۰۲۳ فراخواند که در آن کاپیتان تیم بود.
در نخستین بازی که با پیروزی ۴–۰ مقابل عمان بود، لی با دریبل توپ و ارائه پاس گل به کیم یونگ-هاک گل اول را ساخت پس از قطع پاس اشتباه حریف. پس از صعود از گروه خود، کره جنوبی در مرحله یک چهارم نهایی به مصاف چین رفت اما این بازی باعث شد لی به دلیل مصدومیت زودتر زمین را ترک کند. کره جنوبی با رسیدن به نیمه‌نهایی پس از پیروزی مقابل چین برای جام جهانی فوتبال زیر ۲۰ سال ۲۰۲۳ راه یافت. پس از مصدومیت در بازی مقابل چین، لی در شکست نیمه‌نهایی در ضربات پنالتی مقابل قهرمان نهایی ازبکستان غایب بود.
لی کاپیتانی تیم زیر ۲۰ سال را برای جام جهانی فوتبال زیر ۲۰ سال ۲۰۲۳ حفظ کرد. او در بازی افتتاحیه با پیروزی ۲–۱ مقابل فرانسه یک گل و یک پاس گل داشت. پس از دو تساوی مقابل هندوراس و گامبیا، از جمله یک پاس گل در بازی نخست، او سومین پاس گل خود را در مسابقات در پیروزی ۳–۲ مقابل اکوادور در مرحله یک هشتم نهایی ثبت کرد. سپس کره جنوبی در مرحله یک چهارم نهایی پس از وقت اضافه با نتیجه ۱–۰ مقابل نیجریه پیروز شد که لی پاس گل به مدافع چوی سوک-هیون برای گل برنده داد. لی در نیمه‌نهایی که با نتیجه ۲–۱ به ایتالیا باخت و بازی رده‌بندی که ۳–۱ به اسرائیل باخت، از روی پنالتی گل زد. با ثبت ۷ گل برای کره جنوبی، او توپ برنز، جایزه سومین بهترین بازیکن تورنمنت را دریافت کرد.